# Yoshihiro Sato
Yoshihiro Sato (em japonês:  佐藤 嘉 洋, nascido a 25 de janeiro de 1981) é um lutador de Kickboxing e Muay Thai nativo do Japão que competiu no K-1 World Max em 2005 pela primeira vez conseguindo consideráveis posições no campeonato desde então. É ex-campeão mundial de Muay Thai em WKA e WPKC, e venceu o campeonato nacional japonês do K-1 por duas vezes consecutivas, em 2006 e 2007. O seu apelido oficial é "Sniper Mugen" que significa Sniper Infinito.
A 4 de fevereiro de 2006 ele derrotou Akeomi Nitta, Ryuki Ueyama e Tatsuji, ganhando o torneio K-1 MAX Japan Grand Prix 2006.

## Biografia
Sato nasceu em Nagoya, uma cidade do Japão, capital da maior metrópole da província de Aichi, a 25 de janeiro de 1981. As suas primeiras aprendizagens de Kickboxing tiveram início em 1994, enquanto frequentava o 2.º ano do ensino secundário. Yoshihiro cursou no "Nagoya JK Factory", um ginásio próximo da casa onde residia. Com apenas 16 anos ganhou o torneio "Glove Karate Open Championship" um campeonato de amadores em 1996 repetindo igual proeza no ano seguinte.
A sua graduação para o estatuto de lutador profissional teve ocorrência quando passou no exame de Kickboxing do "New Japan Kickboxing Federation" (NJKF) em 1998. Venceu no seu primeiro combate por decisão unânime contra Isao Miyamoto a 25 de dezembro de 1998. Em abril de 2000 aumentou a sua categoria de peso meio médio ligeiro (-67.1 kg), para peso meio médio (-71.2 kg). Em junho de 2001, mudou-se para o All Japan Kickboxing Federation from NJKF. Venceu o título mundial de Muay Thai, "WKA World Muay Thai Welterweight" por KO contra Milan Stevic na Alemanha em 23 de novembro de 2001. Este seria o seu primeiro combate realizado Europa.

### Amador ao Profissional
Em 2005 Yoshihiro Sato participou no K-1 World MAX vencendo William Diender (Holandês) por decisão unânime do júri a 3 de maio. No K-1 Superfight no K-1 MAX Final Sato foi derrotado por Virgil Kalakoda; uma derrota que viria a ser uma desisão controversa. A 12 de outubro de 2005, derrota Kaoklai Kaennorsing, o único lutador que teria lutado na categoria de peso-pesado do K-1 e K-1 MAX. A 4 de fevereiro de 2006 derrotou Akeomi Nitta, Ryuki Ueyama e Tatsuji ganhando o torneio de K-1 MAX Japão Grand Prix 2006. A 5 de fevereiro de 2007, vence o K-1 MAX Japão Grand Prix 2007. Em abril do mesmo ano perde contra o holandês Andy Souwer por decisão unânime. A 7 de julho de 2008 derrota Buakaw Por. Pramuk no 3.º round nos quartos finais do K-1 MAX Finals ficando apurado para defrontar Masato a 10 de outubro desse mesmo ano sendo então derrotado.
Em 2010 Sato é vice-campeão (finalista) do K-1 World MAX, tendo sido derrotado na final por Giorgio Petrosyan. A 17 de fevereiro de 2012, Sato derrotou Fadi Merza por decisão unânime após o 5.º round, vencendo o campeonato "ISKA World Light Middleweight" (-72.3 kg) que se regia pelas regras orientais de Tóquio e Japão.

## Títulos
- Amador
  - 1996 Vencedor Glove Karate Open championship
  - 1997 Vencedor Glove Karate Open championship
- Professional
  - WKA Muay Thai World Welterweight Campeão (Defence: 1)
  - WPKC Muay Thai World Super Welterweight Campeão (Defence: 1)
  - K-1 World MAX 2006 Japan Tournament - Vencedor
  - K-1 World MAX 2007 Japan Tournament - Vencedor
  - K-1 World MAX 2010 Vice-campeão
  - Campeonato ISKA World Light Middleweight (-72.3 kg)

## Prêmios
1999 The Rookie of the Year (NJKF)